# Parque Nacional de Udegeyskaya Legenda
O Parque Nacional de Udegeyskaya Legenda (em russo:  Удэгейская легенда) é uma área protegida na Rússia, que abrange a floresta de coníferas mais rica na inclinação ocidental das montanhas centrais de Sikhote-Alin, no Extremo Oriente Russo. O Sikhote-Alin é uma formação montanhosa que corre de norte a sul através do Krai de Primorsky. O parque foi projectado proteger o habitat do vale do rio da inclinação ocidental, e prestar apoio e protecção ao que resta à população indígena de Udege. A área é conhecida pela pesca abundante e passeios de barco nos rios e canais. É também um refúgio para o tigre de Amur, uma espécie de tigre em vias de extinção. O parque está aproximadamente a meio caminho entre a cidade de Vladivostok (520 quilómetros a sudoeste), e Khabarovsk (440 quilómetros a noroeste). As águas relativamente quentes do Mar do Japão estão a leste, a península coreana a sul e a China a oeste.

## Clima e eco-região
O clima de Udegeyskaya Legenda é um clima continental húmido, que é caracterizado por grandes mudanças de temperatura diárias e anuais, com verões suaves e invernos frios e nevados. A temperatura média é de 3,4º F em Janeiro e 61,4º F em Agosto. A precipitação anual é em média de 31,1 polegadas.

## Plantas
Dada a topografia íngreme, as zonas de altitude para as plantas são notáveis. Nas terras baixas, existem florestas de folha caduca com o ulmeiro e a nogueira manchuriana, o cedro e e abeto - em altitudes mais altas, existem florestas de abeto e de bétula. O parque regista 30 espécies de plantas vasculares que requerem protecção na área.

## Animais
Além da presença do tigre de Amur, o parque é a casa de ursos pardos e ursos pretos asiáticos, característicos das florestas da inclinação ocidental do Sikhote-Alin. Os mamíferos de menores proporções da floresta são a zibelina, o texugo e a doninha, juntamente com o lince e o gato leopardo. As margens dos rios são o lar de animais aquáticos como as lontras, e os rios das terras baixas têm alces. A área é particularmente rica em insectos - estima-se que mais de 10 000 espécies estejam a viver no território, incluindo uma espécie de besouro que acredita-se que seja o maior na Rússia.

## História

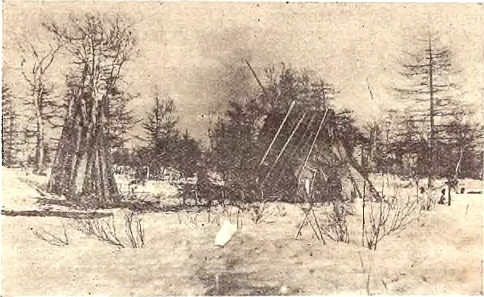
Gabled yurt of a Udege family, early 1920s

A região e os limites do parque são a casa histórica do povo Udege. Um censo em 2010 colocou o número de pessoas Udege em menos de 1500.